# Alfred Fischer (Sänger)
Alfred Otto Fischer (* 19. April 1879 in Chemnitz; † 30. August 1939 in Rostock) war ein deutscher Kammersänger (Bariton).

## Leben und Wirken
Nach dem Schulbesuch ließ er sich zum Sänger ausbilden und wurde 1905 zuerst am Stadttheater in Chemnitz Heldenbariton. 1907 wechselte er an das Stadttheater (Opernhaus) nach Hamburg und 1908 nach Lübeck. 1912 folgte er einem Ruf nach Dresden und ging 1914 in seine Geburtsstadt Chemnitz zurück, wo er über die Zeit des Ersten Weltkrieges lebte. 1919 ging er dann dauerhaft nach Rostock zurück, wo man ihn zum Kammersänger ernannte.
In Rostock leitete er zuletzt eine nach ihm benannte Gesangsschule.